# Maratona di Bergamo
La maratona della città di Bergamo è un evento che si svolge in città dal 1997 e ha visto passare diversi campioni e tantissimi appassionati. Il percorso è abbastanza scorrevole e si svolge completamente in città bassa: è un anello da ripetersi 4 volte. L'evento si svolge, da qualche anno nel periodo autunnale.

## Edizioni
L'edizione 2008 ha visto la vittoria di Migidio Bourifa in 2h21'12" seguito da Emanuele Zenucchi ed Andrea Lazzarotti. Nelle donne ha brillato una bergamasca allenata da Bourifa, Eliana Patelli 2h48'17" seguita da Paola Sanna e Vrijc Marija. In questa edizione ha dato il via Oscar Pistorius e hanno partecipato circa 650 atleti.
Il 2009 è stato l'anno dove hanno prevalso gli atleti amatori portando i partecipanti a oltre 750, ha brillato, nella mezza maratona, l'ultramaratoneta Paola Sanna. Per il 2010 c'è stato un incremento di partecipanti. Ha vinto un atleta di casa Emanuele Zenucchi con un buon 2h25'22". Nelle donne la Romena Hecko Anna con 2h52'27".
Nel 2011, il percorso portato a due giri e valevole per il campionato italiano master, raggiunti i 1000 partecipanti vittoria del marocchino Tyar Abdelhadi in 2h30'50" seguito da Pietro Colnaghi ed Emanuele Zenucchi le donne hanno visto la vittoria della canadese Jones Catrin con un buon 2h48'50" seguita da Zanardi Marina e da Lograsso Maria. La mezza ha visto la partecipazione di Migidio Bourifa classificatosi al secondo posto preceduto dal keniota Bii Peter con un ottimo 1h06'36" la bergamasca Silvia Moreni ha realizzato il suo personale 1h21'16".